# Open-World-Spiel
Open-World-Spiele  (englisch open world ‚offene Welt‘) bezeichnen ein Genre von Computerspielen, das sich durch nichtlineares Gameplay auszeichnet. Ein weiteres Merkmal ist das offene Ende. Anfangs wurde diese Art von Spiel auch als GTA-Klon bezeichnet, da die Grand Theft Auto Serie das Spielprinzip populär machte.

## Merkmale
Eine exakte Definition existiert wie bei vielen Genres kreativer Produkte nicht, jedoch weisen Open-World-Spiele einige charakteristische Merkmale auf:
- Grundlegende Gemeinsamkeit ist die offene Spielwelt, die zumindest in Teilen von Anfang an erforscht werden kann.
- Aufgaben im Spiel lassen sich in vielen Spielen in drei Kategorien einteilen.[3]
  1. Primäre Aufgaben haben direkten Einfluss auf die Spielhandlung. Um den Eindruck einer offenen Spielwelt aufrechtzuerhalten, wird selbst bei diesem Aufgabentypus versucht, eine feste Reihenfolge zu vermeiden. Eine völlig willkürliche Reihenfolge ist aufgrund der dem Spiel zugrunde liegenden Handlung jedoch nicht möglich.
  2. Sekundäre Aufgaben (engl. Side Quests) wirken sich nicht direkt auf die Handlung aus, schaffen jedoch Vorteile, die die Erfüllung der primären Aufgaben erleichtern. Diese Vorteile können neue Gegenstände, Geld, Waffen oder Erfahrungspunkte sein.
  3. Tertiäre Aufgaben haben keine unmittelbaren positiven Auswirkungen. Hierbei kann es sich z. B. um sogenannte „Mini-Games“ handeln. Für den Spieler erhöhen diese Aufgaben den Spielwert.

Sowohl sekundäre und tertiäre Aufgaben sind in aller Regel optional, da sie sich nicht unmittelbar auf die Handlung auswirken, jedoch kann die eigentliche Handlung erfordern, dass der Spielcharakter genügend erfahren oder gut genug bewaffnet ist, was nur über die sekundären Aufgaben möglich ist. Da der Spieler a priori nicht weiß, welche Aufgaben welcher Kategorie zuzuordnen sind, tritt die Situation, dass ausschließlich die Handlung vorantreibende Aufgaben ausgeführt werden, kaum ein.
Die Figuren in der offenen Spielewelt, die vom Computer gesteuert werden, nennt man Nicht-Spieler-Figuren (engl. non-player characters) oder kurz NPCs.
Ein weiteres Merkmal ist die freie Verfügbarkeit von Fortbewegungsmitteln. Diese sind mehr oder minder zahlreich vorhanden und lassen sich kostenlos oder für sehr kleine Beträge der spielinternen Währung verwenden. Das ist eine Konsequenz aus der offenen Spielwelt, da sonst die Durchquerung der Spielwelt zu Fuß zu lange dauern würde. Sind wegen der Rahmenhandlung oder anderen Gründen Fahrzeuge nicht vorgesehen, lässt sich die Spielfigur mit einer „Schnellreisefunktion“ auf den gewünschten Zielort platzieren, wie beispielsweise bei Far Cry 3. Andere Spiele bieten beide Möglichkeiten, etwa The Elder Scrolls V: Skyrim, wobei die Schnellreisefunktion zwischen bekannten Gegenden eingesetzt werden kann, die kostenpflichtige zu noch unbekannten.

## Vertreter
Je nachdem, welche der Merkmale oder Freiheitsgrade als Voraussetzung angesehen werden, ergibt sich eine unterschiedliche Darstellung der Historie der Open-World-Spiele. Auch bei höheren Anforderungen können Spiele, die nur das Kriterium „frei begehbare Spielwelt“ erfüllen, als Vorgänger zu „richtigen“ Open-World-Spielen angesehen werden.
Als erstes Open-World-Spiel gilt das Textadventure Adventure, das 1975 oder 1976 von William Crowther im Arpanet veröffentlicht wurde und sich laut Ars Technica „im Kern kaum von den GTAs, Elites und Minecrafts der heutigen Zeit unterscheidet“. Ein weiteres frühes Spiel mit einer offenen Spielwelt ist ein ebenfalls Adventure betiteltes Spiel von Warren Robinett aus dem Jahr 1979. Der Spieler muss in einer labyrinthartigen Spielwelt gegen Drachen kämpfen, Schlüssel finden und einen Kelch zu einem Palast bringen. Optionale Aufgaben und Ähnliches waren nicht enthalten.
Bei strengerer Kriterienauslegung ergibt sich Elite von David Braben und Ian Bell aus dem Jahr 1984 als erstes Open-World-Spiel. Der Spieler kann als Raumschiff-Captain Piraterie oder Handel treiben, Piraten jagen oder auf Asteroiden nach Rohstoffvorkommen suchen. Die Spielwelt besteht aus mehreren Hundert Planeten, die auf acht Galaxien verteilt sind. Jedoch bietet das Spiel keine zusammenhängende, grafisch modellierte Spielwelt. Nach dem gleichen Prinzip spielt sich auch Freelancer aus dem Jahr 2003 und (in einem wesentlich größeren Umfang) Elite: Dangerous aus dem Jahr 2014.
Sowohl eine grafisch modellierte Spielwelt als auch optionale Aufgaben boten erstmals The Legend of Zelda (1986) und Pirates! (1987). In Pirates! ist die Spielwelt die Karibische See, die dem Spieler von Anfang an offensteht. Hauptziel ist es, gegnerische Schiffe und Städte zu erobern. Jedoch kann der Spieler stattdessen Handel treiben, indem er verschiedene Waren aus mehreren Städten kauft und verkauft. Weitere optionale Aufgaben sind die Suche nach vergrabenen Schätzen oder die Suche nach verschollenen Familienmitgliedern. Im 2004 erschienenen Remake des Spiels ist selbst das Angreifen von Städten und Schiffen optional, wegen weiterer friedlicher Aufgaben. Pirates! ähnelt dem im Jahr 1984 erschienenen Spiel Seven Cities of Gold, in dem die Entdeckung Amerikas thematisiert wird. Das Spiel bietet zwar auch eine zusammenhängend modellierte Spielwelt, aber nur die Möglichkeit, friedlich Güter gegen Gold zu tauschen oder die indigenen Siedlungen mit Gewalt zu erobern. Die Spielwelt selber kann jedoch nicht verändert werden, etwa durch den Bau von Straßen oder Siedlungen.
Die bekanntesten Vertreter sind die Reihen The Legend of Zelda und Grand Theft Auto. Beide Spiele bieten dem Spieler eine Spielwelt mit optionalen Aufgaben, deren Erfüllung mit Aufbesserung der Finanzen oder Ausrüstungsgegenständen belohnt wird. The Legend of Zelda, deren frei erkundbare Spielwelt wie in Computer-Rollenspielen üblich „Oberwelt“ genannt wird, erweitert das Spielprinzip um Level, die „Dungeons“ genannt werden. In diesen Dungeons warten die Aufgaben, die für die Lösung des Spiels notwendig sind. In Grand Theft Auto sind die Aufgaben für die Lösung des Spiels in derselben Spielwelt platziert, in der auch die freiwilligen Aufgaben sind.
Weitere (ältere) Vertreter sind gemäß John Harris in einem Essay auf Gamasutra Landstalker, Pitfall II: Lost Caverns, Metroid, Super Metroid, Castlevania: Symphony of the Night, Crazy Taxi, Metroid Prime, Dragon Quest III, The Goonies II.
Auch neuere Spiele setzen auf das Open-World-Prinzip bzw. werden mit dieser Eigenschaft beworben. So wurde das Rennspiel Fuel von Codemasters als „Open-World-Racer“ bezeichnet und beworben. Die Idee, Rennen auf nicht abgesperrten Strecken zu fahren, existierte jedoch bereits bei älteren Spielen wie Midnight Club: Los Angeles und teilweise in Need for Speed: Underground 2, wobei diese Spiele nicht als „Open-World“ bezeichnet wurden.
Ubisoft Montreal entwickelte 2008 den „Open-World-Egoshooter“ Far Cry 2. Das Spiel unterschied sich von vorherigen Ego-Shootern durch das Verzichten auf Level und ermöglicht dadurch neue Lösungsalternativen und nähert sich damit dem Gameplay der GTA-Reihe an. Durch die fehlende Absperrung der Missionsorte und freie Waffenwahl können die Missionen auf unterschiedliche Weise gelöst werden: Entweder wie in Ego-Shootern üblich durch den offenen Kampf mit allen Gegnern oder eher mit Stealth-Elementen, wie z. B. dem Einsatz eines Scharfschützengewehrs und der anschließenden Flucht aus dem Missionsgebiet. Ein Shooter mit ähnlichen Freiheiten ist das 2006 erschienene Just Cause, sowie dessen Nachfolger Just Cause 2.
2009 veröffentlichte der schwedische Programmierer Markus Persson das Independentspiel Minecraft, das auf einer vollständig veränderbaren Welt aufbaut. Die kostenpflichtige Vollversion besteht u. a. aus dem Überlebensmodus, in welchem auch Gegenstände wie z. B. Werkzeug durch Weiterverarbeiten von Rohstoffen hergestellt werden können, und dem Kreativmodus, in welchem dem Spieler unbegrenzte Mengen an Blöcken und Gegenständen zur Verfügung stehen.